# Sheboygan Falls
Sheboygan Falls é uma cidade localizada no estado norte-americano de Wisconsin, no Condado de Sheboygan.

## Demografia
Segundo o censo norte-americano de 2000, a sua população era de 6772 habitantes.
Em 2006, foi estimada uma população de 7663, um aumento de 891 (13.2%).

## Geografia
De acordo com o United States Census Bureau tem uma área de
10,8 km², dos quais 10,6 km² cobertos por terra e 0,2 km² cobertos por água. Sheboygan Falls localiza-se a aproximadamente 201 m acima do nível do mar.

## Localidades na vizinhança
O diagrama seguinte representa as localidades num raio de 12 km ao redor de Sheboygan Falls.